# Дашаев, Беслан Джамбулович
Бесла́н Джамбу́лович Даша́ев (род. 19 апреля 1978, Ойсхара, Чечено-Ингушская АССР) — российский спортсмен, 5-кратный чемпион России по кудо, серебряный призёр чемпионата мира, боец смешанных единоборств. Проживал в Сургуте. Выступал в весовой категории до 80 кг.
В начале XXI века по обвинению в разбойном нападении был приговорён к пяти годам лишения свободы.
В настоящее время руководит федерацией ММА города Сургута, является заместителем представителя главы Чечни в ХМАО.

## Статистика боёв
| Результат | Дата      | Турнир                               | Соперник          | Страна | Раунд  | Время | Метод         |
| --------- | --------- | ------------------------------------ | ----------------- | ------ | ------ | ----- | ------------- |
| Победа    | 26.6.2004 | Западно-Сибирский боевой чемпионат 9 | Дмитрий Качинский | Россия | 5 из 5 | 3:00  | Решение судей |